# Louis François Antoine Arbogast
Louis François Antoine Arbogast (Mutzig, 4 de octubre de 1759  - Estrasburgo, 18 de abril de 1803) fue un matemático y político francés, especialista en cálculo diferencial, desarrolló el concepto de función discontinua y descubrió el de factorial, siendo el primer autor en separar la notación de símbolos de las operaciones de sus cantidades. Rector de la universidad de Estrasburgo, fue profesor del École Polytechnique, siendo elegido diputado por el Bajo Rin a la Convención Nacional de 1792.